# Юхново (Тверская область)
Юхново — деревня в Западнодвинском районе Тверской области. Входит в состав Бенецкого сельского поселения.

## География
Деревня расположена в 36 километрах к юго-западу от районного центра, города Западная Двина. Ближайшим населённым пунктом является деревня Кузнецы.
Часовой пояс
Деревня Юхново, как и вся Тверская область, находится в часовой зоне МСК (московское время). Смещение применяемого времени относительно UTC составляет +3:00.

## Население
| 2010 |
| ---- |
| 30   |

Население по переписи 2002 года — 40 человек.
Национальный состав
Согласно результатам переписи 2002 года, в национальной структуре населения русские составляли 100 % от жителей.